# Panang Jaya
Panang Jaya is een bestuurslaag in het regentschap Muara Enim van de provincie Zuid-Sumatra, Indonesië. Panang Jaya telt 4648 inwoners (volkstelling 2010).